# Río Jubia
El río Jubia (en gallego, Xuvia, Grande de Xuvia o Xubia) es un río costero del noroeste de la península ibérica que discurre por la provincia de La Coruña, en Galicia, España, y desemboca en la ría de Ferrol.

## Etimología
El río Jubia corresponde seguramente al río Iubia, citado por Pomponio Mela, entre los que desaguan en el golfo de los Ártabros.[cita requerida]
Durante la Edad Media es citado como Iuvia, Xoyva, entre otras denominaciones. A finales del siglo XVIII, Lucas Labrada lo denomina río Xubia.[cita requerida]

## Recorrido
Nace en los montes de la Serra, a 460 m s. n. m., cerca de Tafornelos, en el ayuntamiento de Somozas. Tras atravesar los municipios de Moeche y San Saturnino en un recorrido total de 31 km, desemboca entre Jubia, en el municipio de Narón y Santa María de Neda, parroquia que se encuentra en el municipio de Neda, en el fondo de la ría de Ferrol, una de las más importantes de Galicia gracias al marisqueo. Ya en la dembocadura, el molino de Jubia utilizaba sus aguas para moler harina con la que hacer pan para los barcos que salían del puerto de Ferrol. Gracias a este y otros molinos se sacaba el famoso pan de neda al que se le homenajea con una fiesta anual el primer domingo de septiembre.
Sobre el río Jubia se ubica la presa del Rey, en el municipio de Neda, propiedad de Galicia Textil.

## Afluentes
Sus afluentes principales son el río Ferrerías, por la derecha, y por la izquierda, el río Castro.

## Caudal
El caudal medio del río Jubia, en su desembocadura, es de 5,517 m³/s.

## Protección
Las cuencas del río Jubia y del río Castro forman parte del Lugar de Importancia Comunitaria (LIC) denominado "Xuvia-Castro", con un área protegida de 2074 ha, que está previsto aumentar hasta un total de 3024 ha.